# Krąpsko-Radlino
Krąpsko-Radlino – jezioro w woj. zachodniopomorskim, w pow. wałeckim, w gminie Wałcz, leżące na terenie Równiny Wałeckiej. Jest położone około 2 km na północ od Czechynia.
Północnym brzegiem jeziora przebiega granica województw zachodniopomorskiego i wielkopolskiego.
Jest to jezioro polodowcowe, rynnowe o typowym dla tych jezior wydłużonym kształcie i stromych brzegach porośniętych lasem.
Przez jezioro to przepływa rzeka Rurzyca, którą wiedzie Szlak wodny im. Jana Pawła II.
Rzeką tą w 1978 roku spłynął kajakiem ksiądz kardynał Karol Wojtyła, co upamiętnia niewielki pomnik w lesie w pobliżu północnego brzegu tego jeziora.
Rurzyca łączy jezioro z leżącym w górę rzeki jeziorem Krąpsko Łękawe (Krąpsko Górne) oraz leżącym poniżej jeziorem Dębno (Dąb). Wszystkie te jeziora wchodzą w skład rezerwatu przyrody „Dolina Rurzycy”.

## Dane morfometryczne
Powierzchnia zwierciadła wody według różnych źródeł wynosi od 67,5 ha przez 74,2 ha do 78,08 ha. 
Zwierciadło wody położone jest na wysokości 82,7 m n.p.m. lub 82,8 m n.p.m. lub też 83,1 m n.p.m. Średnia głębokość jeziora wynosi 8,6 m, natomiast głębokość maksymalna 18,2 m.

## Hydronimia
Według urzędowego spisu opracowanego przez Komisję Nazw Miejscowości i Obiektów Fizjograficznych (KNMiOF) nazwa tego jeziora to Krąpsko – Radlino.
W różnych publikacjach i na wielu mapach topograficznych jezioro to występuje pod nazwą Krąpsko Średnie.